# 缪丽尔·弗里曼
缪丽尔·弗里曼（英語：Muriel Freeman，1897年9月9日—1980年），英国女子击剑运动员。她曾代表英国参加1924年和1928年夏季奥林匹克运动会击剑比赛，其中1928年奥运会获得一枚银牌。